# 최지이
최지이(1985년 ~)는 대한민국의 뮤지컬 배우다.

## 방송
- 캐스팅 콜 (2018) - 우승

## 공연
- 오페라의 유령 (2007)
- 지저스 크라이스트 수퍼스타 (2008)
- 로미오 앤 줄리엣 (2009)
- 뉴 사랑은 비를 타고 (2012)
- 모차르트! (2014)
- 명성황후 (2015)
- 매의 아들 (2015)
- 기억전달자 (2016)
- 뮤지컬 하모니 (2017)
- 이육사 (2017)
- 뮤지컬 스타 갈라 콘서트 (2017)
- 바람과 함께 사라지다 (2018)
- 오! 캐롤 (2018)
- 마리 앙투아네트 (2019)

## 경력
- 브르노콘서바토리 한국캠퍼스 뮤지컬과 외래교수
- 백석대학교 뮤지컬과 교수
- 국제예술대학 연기예술과 교수
- 극단 사계 단원